# Olle Pettersson
Olle Pettersson   (Strängnäs, 26 de gener de 1937) és un antic pilot de motocròs suec que destacà en aquest esport durant la dècada de 1960 i començaments de la de 1970. Durant la seva carrera fou un dels més reeixits participants del Campionat del Món de motocròs en 250cc, on acabà en tercer lloc final dues temporades. A banda, va formar part de l'equip de Suècia que guanyà el Motocross des Nations el 1971, així com el Trophée des Nations els anys 1964, 1966 i 1967. El seu fill, Dick Pettersson, fou també un pilot de motocròs de renom.
Pettersson és recordat per haver estat el desenvolupador de les primeres Suzuki de motocròs i, més tard, també de les Kawasaki.

## Resum biogràfic
Olle Pettersson va córrer el seu primer motocròs el 9 de maig de 1954, a 17 anys, a Sala (Västmanland) amb una JB de 128 cc i hi acabà segon. Una setmana més tard, va córrer per segona vegada, aquest cop a Strängnäs, on va fer un bon paper a la cursa de 500cc amb una Monark que li deixaren i després va guanyar la cursa de 125cc. Dos anys més tard, el 1959, va córrer per primer cop fora de Suècia, concretament als Països Baixos, on amb una BSA 500cc acabà quart sobre el típic circuit ple de sorra de Markelo. Quan començà a competir regularment per tot Europa, compartí vehicle i desplaçaments amb Torsten Hallman per tal de reduir despeses.

### Husqvarna (1961-1967)
De cara a la temporada de 1961, es comprà una Husqvarna preparada a la fàbrica, una de les 10 reservades als millors pilots suecs (Pettersson i Hallman inclosos), mentre les altres s'enviaven a Finlàndia, Dinamarca i Noruega. Aquell any, Pettersson fou subcampió de Suècia de 250cc per darrere de Hallman i va participar també a la Novemberkåsan, on va patir una avaria anant tercer.
La temporada de 1962, Olle Pettersson ja era un dels habituals al Campionat del Món de 250cc, on acabà vuitè tot i córrer-hi com a pilot privat. La temporada següent, 1963, tornà a ser subcampió de Suècia. El 1965, a banda de repetir subcampionat, aconseguí un dels seus triomfs més sonats, ja que guanyà la dura Novemberkåsan, sota temperatures de 20º sota zero, per davant de Rolf Tibblin, qui hi acumulava cinc victòries consecutives.
Durant la temporada de 1965, Pettersson competí al mundial amb una Bultaco Métisse, però l'any següent tornà a Husqvarna. Var ser durant els seus dos darrers anys amb aquesta marca quan hi aconseguí els majors èxits: el 1966 i el 1967 (primer any que corria com a pilot oficial de Husqvarna) guanyà el Campionat de Suècia de 250cc i el Gran Premi de Finlàndia. La seva segona victòria al Gran Premi es veié enterbolida per les ordres d'equip que rebé, quan anava encapçalant una mànega, per tal que es deixés avançar pel seu company Hallman, més ben situat a la classificació del mundial de cara a superar finalment Joël Robert, com així va acabar passant.

### Suzuki (1968-1971)
El 1968, Suzuki fitxà Olle Pettersson com a pilot oficial per tal que col·laborés en el desenvolupament de la seva nova motocicleta de motocròs de 250 cc. La marca japonesa s'havia començat a interessar pel motocròs el 1964, quan va debutar al mundial de 250 cc amb una bicilíndrica inspirada en les seves motos de Gran Premi sense gens d'èxit. El 1966, el prototip fou desestimat en favor d'un d'equipat amb motor monocilíndric amb dos tubs d'escapament, anomenat RH66/67, força inspirat en la ČZ que havia pilotat Joël Robert el 1964. El 1968, Suzuki produí algunes unitats basades en aquest prototip amb la denominació comercial TM250 i fou llavors quan pensaren en el suec com a pilot provador.
Pettersson rebé l'oferta dels japonesos mentre estava pendent de renovar el seu contracte amb Husqvarna, per la qual cosa la decisió fou difícil. Finalment, però, en no concretar-se l'oferiment de Husqvarna i veure que a Suzuki estaven molt interessats en els seus serveis, es va decantar per aquesta segona opció. Quatre dies després de rebre el teletip amb l'oferta des del Japó, Pettersson acceptà i es traslladà a Hamamatsu, on començà a treballar amb els enginyers de la fàbrica per a millorar la moto, la qual rebia el nom de RH per tal de diferenciar-la de la versió comercial, la TM. El suec introduí importants millores a la moto: el diàmetre i la carrera del cilindre es canviaren per tal d'assolir més potència a baixes revolucions, el motor es va tirar endavant i es substituïren els dos tubs d'escapament per un de sol. Al cap de només dues temporades, el 1970, Joël Robert va aconseguir el primer mundial de motocròs per a la marca japonesa amb aquella moto.
La temporada de 1968, el tàndem Pettersson-Suzuki anà guanyant experiència i fiabilitat, fins i tot estiguren a punt de guanyar el Gran Premi dels Països Baixos, però una errada de comunicació amb l'equip durant la cursa varen descavalcar el pilot de la victòria. De tornada a Suècia, en una prova del campionat estatal, Pettersson es fracturà la cama i això el va mantenir inactiu durant la resta de temporada. Tot i així, els japonesos, satisfets de la seva tasca, li renovaren el contracte per a la temporada següent. Durant la seva recuperació, el suec va seguir treballant en la millora de la Suzuki i anava demanant canvis als japonesos. Arribats al mundial de 1969, plenament restablert, Pettersson va protagonitzar una campanya excel·lent i va acabar tercer del campionat. En acabar la temporada, els japonesos informaren el seu pilot que, de cara al 1970, havien contractat dos nous pilots d'alt nivell: els belgues Joël Robert i Sylvain Geboers. La tria fou més que encertada, ja que aquell any, ambdós acabaren campió i subcampió i del món respectivament amb la Suzuki RH, mentre que Pettersson fou setè. El domini de l'equip Suzuki fou total aquell any, fins i tot en dos Grans Premis ocuparen les tres posicions del podi.
Durant aquella temporada, Olle Pettersson i Joël Robert provaren també, fora del mundial, un nou prototip Suzuki de 370cc amb què la marca japonesa volia debutar al mundial de 500cc el 1971. Anomenada RN370, la moto fou confiada a Roger De Coster, qui hi guanyà el mundial a la primera. Pel que fa al de 250cc, Joël Robert repetí títol, Geboers fou tercer i Pettersson, cinquè.

### Kawasaki (1972-1974)
Un cop hagué acabat la temporada de 1971, Olle Pettersson no estava convençut de tornar a signar amb Suzuki per un sol any, ja que necessitava més estabilitat. Fou llavors quan el contactà Kawasaki, marca que també volia escometre amb garanties el mundial de motocròs. Pettersson canvià doncs a Kawasaki el 1972 i s'estigué unes quantes temporades col·laborant amb la marca de Kobe en el desenvolupament de la seva motocicleta de 250cc. El 1973, un any després d'haver fitxat Pettersson, Kawasaki contractà un altre suec com a reforç del seu equip, Thorleif Hansen, qui acabà tenint un gran protagonisme al mundial de 250cc uns anys més tard. El 1974, la marca es reforçà amb un altre suec, Christer Hammargren, aquest cop per a competir en la categoria dels 500cc.

### Retirada
Un cop retirat de les curses, Olle Pettersson seguí treballant d'oficinista i conductor de maquinària forestal, tal com feia abans de córrer. A més, quan el seu fill, Dick Pettersson, començà a competir professionalment, s'estigué 15 anys fent de director del seu equip.

## Palmarès
Font:
| Any          | Motocicleta  | Mundial 250cc | Per equips | Per equips | C. Suècia 250 cc | November kåsan |
| Any          | Motocicleta  | Mundial 250cc | MXDN       | Trophée    | C. Suècia 250 cc | November kåsan |
| ------------ | ------------ | ------------- | ---------- | ---------- | ---------------- | -------------- |
| 1961         | Husqvarna    | -             | -          | -          | 2n               | 3r             |
| 1962         | Husqvarna    | 8è            |            | 2n         |                  |                |
| 1963         | Husqvarna    | 9è            |            |            | 2n               |                |
| 1964         | Husqvarna    | 13è           |            | 1r         |                  |                |
| 1965         | Bultaco      | 17è           |            |            | 2n               | 1r             |
| 1966         | Husqvarna    | 6è            |            | 1r         | 1r               | 3r             |
| 1967         | Husqvarna    | 3r            | 2n         | 1r         | 1r               |                |
| 1968         | Suzuki       | 7è            |            |            |                  |                |
| 1969         | Suzuki       | 3r            |            | 2n         |                  |                |
| 1970         | Suzuki       | 7è            |            |            |                  |                |
| 1971         | Suzuki       | 5è            | 1r         |            |                  |                |
| 1972         | Kawasaki     | 14è           |            |            |                  |                |
| 1973         | Kawasaki     | 32è           |            |            |                  |                |
| 1974         | Kawasaki     | 24è           |            |            |                  |                |
| Total títols | Total títols | 0             | 1          | 3          | 2                | -              |

Notes
1. ↑  La classificació consignada a MXDN i Trophée fa referència a la posició final obtinguda per l'equip estatal
2. ↑  Al total de títols s'hi compten tots els campionats guanyats, MXDN i Trophée inclosos